# Georg Simon von Sina

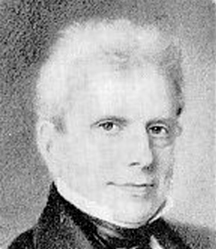
Georg Simon von Sina (zeitgenössisches Porträt)

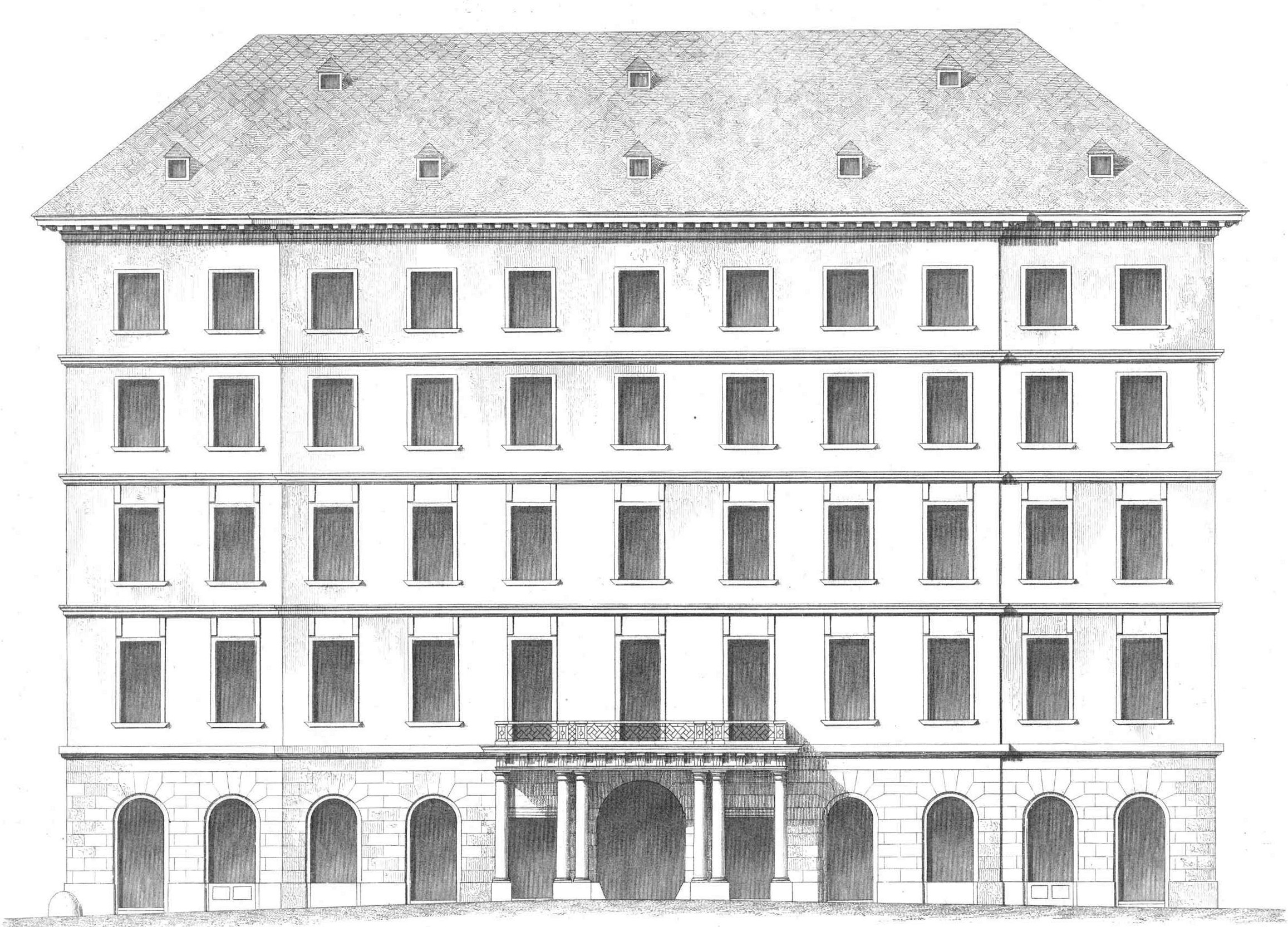
Palais Sina am Hohen Markt

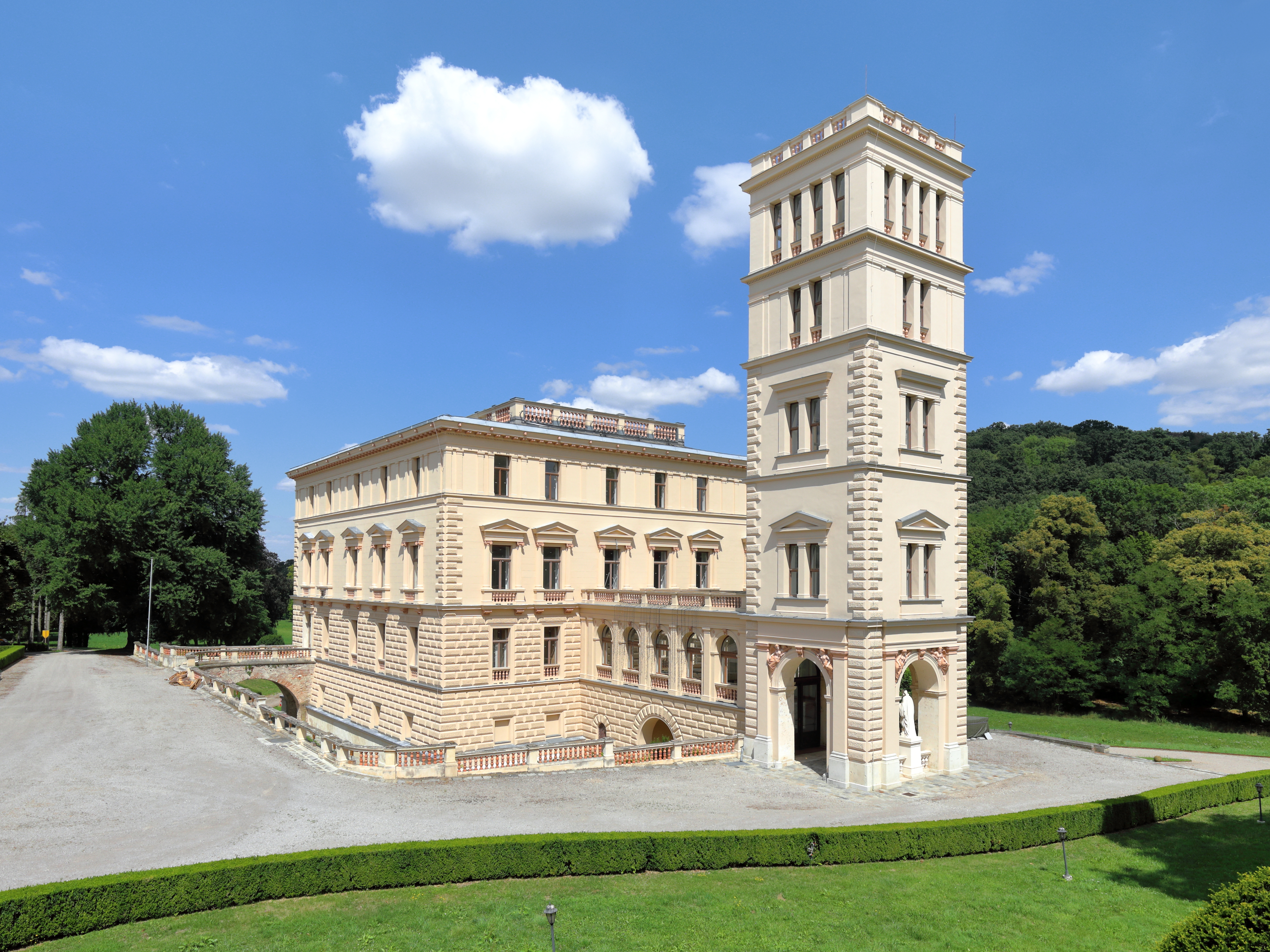
Ankauf des Schlosses Rappoltenkirchen (1821) und Umbau zur Sommerresidenz der Familie

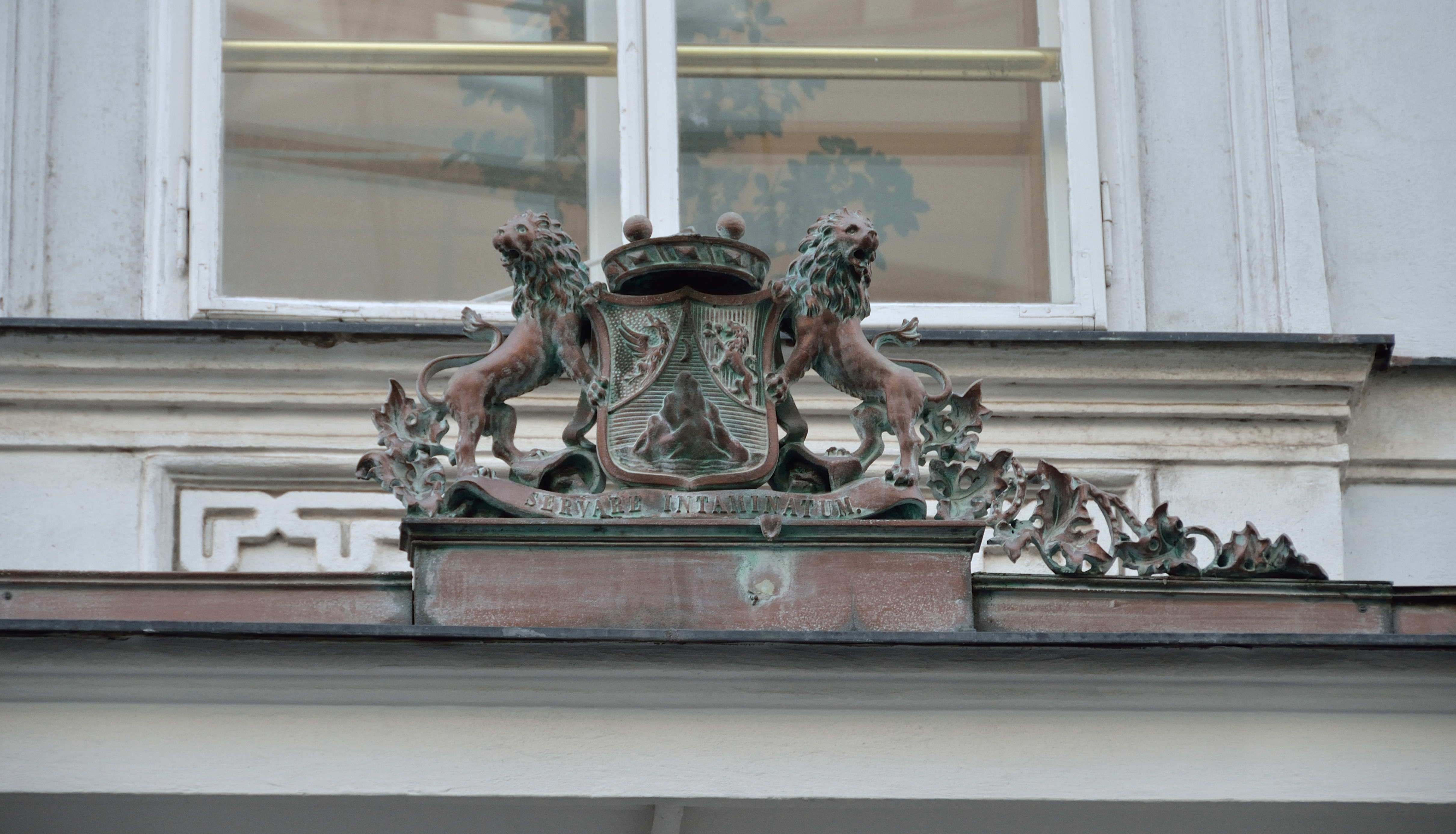
Wappen am Lugeck 7

Georg Simon Sina, seit 1818 Sina von Hodos und Kizdia, seit 1832 Freiherr von Sina (griechisch Γεώργιος Σίνας, * 20. November 1783 in Niš; † 18. Mai 1856 in Wien) war einer der bedeutendsten Bankiers und Unternehmer Österreichs im 19. Jahrhundert, dessen griechisch-orthodoxe Familie sich selbst als aromunisch bezeichnete und nicht in Griechenland, vielmehr in Bosnien beheimatet gewesen war.

## Leben
Georg Simon Sina stammte aus einer bekannten Baumwollhändlerfamilie und kam zusammen mit seinem Vater Simon Georg Sina (1753–1822) und seinem Bruder Johann Simon (1804–1869) nach Wien.
1803 trat er in die Führung des von seinem Vater geschaffenen Handelshauses ein und erwarb 1811 die österreichische Staatsbürgerschaft. Im selben Jahr gründete er ein eigenes Großhandels- und Bankhaus in Wien, welches er 1822 (nach dem Tod des Vaters) unter seinem Namen protokollieren ließ. Sina handelte mit Baumwolle, Holz, Kohle, Salz und ab den 1830er Jahren vor allem mit Tabak. Die Handelsbeziehungen reichten von London über Rom, Odessa und Kairo bis nach Indien. Das Bankhaus Sina wurde hinter S.M. v. Rothschild und Arnstein & Eskeles zur drittgrößten Bank des Landes.
Bereits während der Napoleonischen Kriege vergab Sina großzügige Kredite an das Kaisertum Österreich, später auch an die Gemeinde Wien. Von 1826 bis 1849 war Georg Simon von Sina Direktor und von 1849 bis zu seinem Tode 1856 Vize-Gouverneur der Österreichischen Nationalbank. 
Zu ansehnlichem Reichtum gekommen erwarb Sina große Ländereien in Ungarn, Böhmen, Mähren und Niederösterreich (die Herrschaften Mauerbach, Rappoltenkirchen, Gföhl, Leopoldsdorf, Poděbrady, Brumov). Er galt zu seiner Zeit als der größte Grundbesitzer Ungarns. In Wien ließ er das Palais Sina als standesgemäßen Wohn- und Firmensitz errichten. 
Mit Diplom vom 3. April 1818 wurde Georg Simon Sina mit seinem Bruder Johann Simon (1804–1869) und ihrem Vater bei Erwerbung der ungarischen Herrschaften Hodos und Kisdia in den ungarischen Adelstand erhoben. Am 29. März 1832 erhielt die Familie die ungarische Baronie, am 26. Juli 1832 den österreichischen Freiherrenstand. Wappenspruch der Familie war SERVARE INTAMINATUM (Unversehrt bewahren). 

### Verkehrspionier
Das Kapital der Familie investierte Georg Simon Sina hauptsächlich in Verkehrsprojekte wie die Gründung von Flussschifffahrtsgesellschaften und Eisenbahnen oder Donaubrücken sowie der Neusiedler Papierwerke (heute Mondi Group). Sein stärkster Konkurrent war die österreichische Linie der Familie Rothschild.
Durch den finanziellen Einsatz der Brüder Sina und ihres Vaters konnte eine Monopolstellung der Rothschilds beim Eisenbahnbau in der Monarchie verhindert werden. Am 2. Jänner 1838 erhielt Sina eine vorläufige Genehmigung für den Bau zweier beantragter Bahnstrecken, allerdings kein ausschließliches Privileg wie Salomon Rothschild beim Bau der Nordbahn. Nach einem Majestätsgesuch vom 17. Februar 1838 erhielten die Brüder Sina am 5. März von Kaiser Ferdinand die definitive kaiserliche Bewilligung zum Bau der Wien–Raaber Bahn sowie der Wien–Gloggnitzer Eisenbahn. Daraufhin kam es am 20. März 1838 zur Gründung der k.k. priv. Wien-Raaber Eisenbahn-Gesellschaft, vom Aktienkapital in der Höhe von 12,5 Mio. Gulden befanden sich 8,5 Mio. in der Hand Sinas. Die ursprüngliche beabsichtigte Benennung Kaiser-Ferdinand-Südbahn wurde allerdings abgelehnt. Die von Sina gegründete Bahngesellschaft wurde in den 1850er Jahren privatisiert. Kurz vor seinem Tode war Sina daher Verwaltungsratspräsident der 1855 gegründeten k.k. priv. Staatseisenbahn-Gesellschaft (StEG), welche die Ostbahn nach Raab übernommen hatte.
In Ungarn wirkte er gemeinsam mit seinem Freund Graf Istvan Szechenyi als Förderer der ungarischen Wirtschaft und war beispielsweise ein Financier der Budapester Kettenbrücke.
Georg Simon Sina spendete den Staatsschatz des neu gegründeten Staates Griechenland und war königlich griechischer Generalconsul in Österreich. Im Schlosspark seiner Sommerresidenz Schloss Rappoltenkirchen ließ er vom zuvor in Athen tätigen Architekten Theophil Hansen ein Mausoleum für den Freiheitskämpfer Alexander Ypsilantis errichten, das Schloss schenkte er dessen Familie. Theophil von Hansen wurde von Sina für seine Projekte nach Wien geholt, wo er weltbekannt wurde und auch das österreichische Parlament entwarf.
Sina hinterließ ein Vermögen von rund 50 Millionen Gulden.

### Ehe und Nachkommen
Georg Simon Freiherr von Sina war verheiratet mit Katharina Derra von Moroda (1792–1851) und hatte aus dieser Ehe einen Sohn, Simon Georg von Sina (1810–1876), der sich der Wissenschaft und Philosophie zuwandte und die Gründung der Sinaischen Akademie von Athen finanzierte. Mit ihm ist die freiherrliche Linie der Familie Sina 1876 erloschen.

## Trivia
Auf Sinas Anregung hin entstand im Griechenviertel in seinem eigenen Haus am Fleischmarkt Nr. 20/22 das Griechische Kaffeehaus, es existierte zuvor seit 1827 im Gebäude Zum weissen Ochsen. Der gastronomische Betrieb existiert bis heute als Cafe-Restaurant Vienne. Sinas Porträt hängt auch weiterhin oberhalb des Ausschanks.
1877 wurde die Sinagasse in Kaisermühlen nach ihm benannt.